# Alice nel Paese delle Meraviglie (film 1951)
Alice nel Paese delle Meraviglie (Alice in Wonderland) è un film d'animazione del 1951 diretto da Clyde Geronimi, Hamilton Luske e Wilfred Jackson.
Prodotto da Walt Disney Productions e basato principalmente sul libro di Lewis Carroll Le avventure di Alice nel Paese delle Meraviglie, con alcuni elementi aggiuntivi da Attraverso lo specchio e quel che Alice vi trovò. 13º Classico Disney, uscì negli Stati Uniti il 28 luglio 1951 distribuito da RKO Radio Pictures dopo la première mondiale a Londra il 26 dello stesso mese. Il film venne presentato in Italia alla Mostra di Venezia 1951.

## Trama
Inghilterra. Sulla riva di un fiume tranquillo, una ragazzina di nome Alice si annoia ascoltando sua sorella maggiore che legge ad alta voce un libro di storia su Guglielmo I d'Inghilterra. Quando la sorella critica i sogni ad occhi aperti di Alice, quest'ultima racconta al suo gattino Oreste che lei preferirebbe vivere in un mondo dei sogni privo di senso, chiamato Paese delle Meraviglie. Mentre Alice e Oreste stanno passeggiando lì vicino, vedono passare un coniglio bianco antropomorfo chiamato Bianconiglio che dice di essere in ritardo. Alice lo segue e lo vede entrare in una piccola porta con una serratura parlante. Dopo essersi rimpicciolita adeguatamente, la protagonista riesce a passare attraverso il buco della serratura e ad entrare nel Paese delle Meraviglie. Qui incontra il dodo Capitan Libeccio e i gemelli Pinco Panco e Panco Pinco, che le raccontano la storia Il tricheco e il carpentiere.
Alice riesce a trovare il Bianconiglio nella sua casa, ma prima che possa chiedergli per cosa è in ritardo viene mandata a prendere un paio di guanti, venendo scambiata per la cameriera Marianna. Poi mangia un biscotto e diventa gigantesca, rimanendo bloccata nella casa del Bianconiglio. Il Bianconiglio, Capitan Libeccio e lo spazzacamino Biagio Lucertola credono che Alice sia un mostro e progettano di bruciare la casa. La protagonista fugge mangiando una carota e diventando piccola come un insetto. Lungo il cammino incontra e canta con dei fiori parlanti, ma poi loro la scacciano accusandola ingiustamente di essere un'erbaccia. Alice viene poi istruita da un fumatore di narghilè, il Brucaliffo, a mangiare un fungo per cambiare dimensione: mangiando un lato si diventa più piccoli; mangiando l'altro, invece, si diventa più grandi. La ragazzina decide di mettere in tasca un pezzo del lato del fungo che fa crescere e un altro pezzo del lato che fa rimpicciolire.
Alice riesce a riprendere le sue dimensioni normali e incontra lo Stregatto, che le consiglia di visitare il Cappellaio Matto, il Leprotto Bisestile e il Toperchio, i quali vivono in una casa. I tre si trovano in giardino e gestiscono una pazza festa del tè e celebrano il "non compleanno" di Alice. Appare il Bianconiglio, ma il Cappellaio Matto e il Leprotto Bisestile distruggono il suo orologio da taschino staccandogli le componenti meccaniche e imbrattandolo di cibi e bevande, facendolo infuriare.

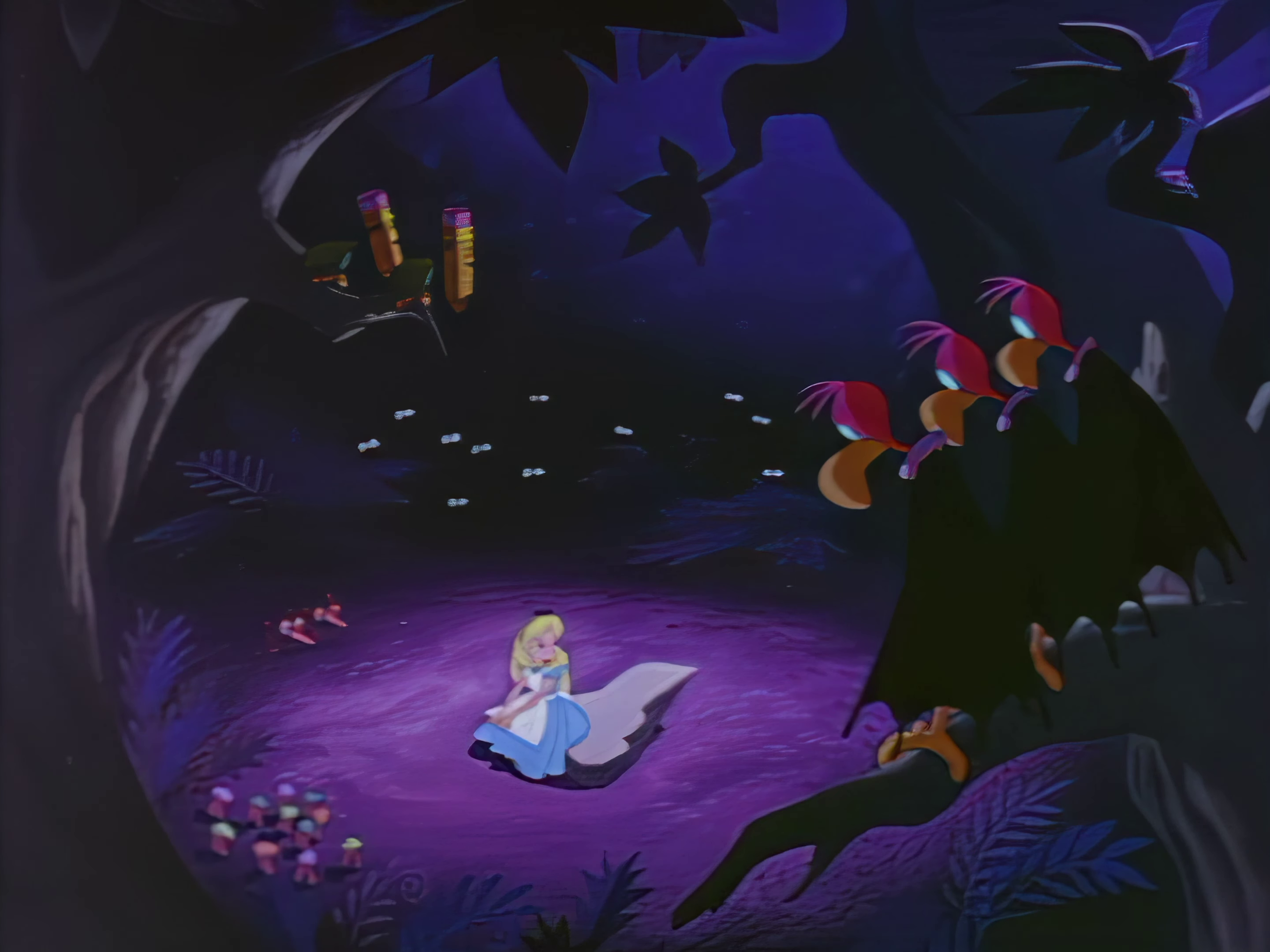
Alice nella Foresta di Tulgey

Stufa della maleducazione e della follia degli abitanti del Paese delle Meraviglie, Alice decide di sospendere l'inseguimento del coniglio e di tornare a casa, ma non riesce a ritrovare la strada del ritorno e si imbatte nella Foresta di Tulgey, un bosco in cui si trovano strane creature di vario genere. In quel frangente riappare lo Stregatto, che le consiglia di chiedere indicazioni alla Regina di Cuori e la conduce nel giardino del palazzo della sovrana formato da un labirinto di siepi giganti. Dopo aver ordinato la decapitazione di tre giardinieri-carte (l'Asso, il Due e il Tre di Fiori), colpevoli di aver dipinto di rosso le rose bianche, la Regina di Cuori invita Alice a una bizzarra partita a croquet con fenicotteri, ricci e soldati-carte, nella quale la sovrana è illecitamente agevolata dai suoi sudditi.
Lo Stregatto appare nuovamente e, approfittando del suo poter comparire e sparire a suo piacimento senza essere visto, fa uno scherzo alla Regina di Cuori, impigliando nella sua gonna il becco del fenicottero-mazza. La donna, dopo essere finita a gambe all'aria, accusa ingiustamente Alice, che evita la decapitazione immediata soltanto perché il Re di Cuori propone di metterla sotto processo. In esso vengono chiamati a testimoniare il Leprotto Bisestile, il Toperchio e il Cappellaio Matto, i quali, del tutto ignari della faccenda, decidono di festeggiare il non-compleanno della Regina di Cuori, regalandole una nuova corona più grande, che però si trasforma nello Stregatto. L'animale, per essere stato nominato da Alice, fa spaventare il Toperchio e questo crea scompiglio, che può essere fermato soltanto spalmando la marmellata sul naso del piccolo roditore; questa finisce per sbaglio in faccia alla Regina di Cuori, che oltretutto riceve una martellata in testa dal marito nel tentativo di placare la bestiola.
La sovrana, infuriata, incolpa nuovamente Alice, ma proprio in quel momento la bambina si ricorda di avere ancora in tasca dei pezzi del fungo del Brucaliffo e li mangia crescendo a un'altezza gigantesca. Alice si sente libera di dire la sua e così facendo insulta la Regina di Cuori senza accorgersi che si sta restringendo alla sua dimensione regolare, dal momento che ha mangiato entrambi i lati del fungo. La ragazzina ritorna così alle dimensioni di prima, dopodiché la Regina di Cuori ordina istericamente alle sue guardie di decapitarla e l'ordine stavolta viene approvato anche dal Re di Cuori.
Alice è costretta a fuggire e durante la sua fuga viene inseguita dalla maggior parte dei personaggi del Paese delle Meraviglie, finché si ricongiunge con la serratura parlante che le mostra il suo doppione reale addormentato; Alice sollecita la sua alter-ego a svegliarsi per terminare il sogno. Alla fine la bambina viene svegliata da sua sorella, che la esorta poi a tornare a casa per l'ora del tè.

## Personaggi
- Alice: è la protagonista del film. È una bambina di famiglia borghese; ha una sorella maggiore e un gatto di nome Oreste. Dopo aver seguito il Bianconiglio, finisce nel Paese delle Meraviglie. È una sognatrice ad occhi aperti, molto educata ma a volte poco paziente, piagnucolona, infantile e soprattutto incredibilmente curiosa. È doppiata nella versione inglese da Kathryn Beaumont ed in italiano da Vittoria Febbi.
- Regina di Cuori: è l'antagonista principale del film. È l'irascibile e pazza regina del Paese delle Meraviglie, che fa decapitare chiunque non ubbidisca ai suoi strani ordini o per motivi ancora più futili come il danneggiare involontariamente oggetti di sua proprietà; la stessa Alice alla fine del film rischierà di subire questa pena. È definita come una grassa, pomposa, bisbetica e vecchia tiranna. È doppiata nella versione inglese da Verna Felton ed in italiano da Tina Lattanzi.
- Re di Cuori: è il marito della Regina di Cuori, è timido e leale e va molto d'accordo con la sua "mogliettona". A differenza di quest'ultima, piuttosto corpulenta, è mingherlino. È doppiato nella versione inglese da Dink Trout ed in italiano da Amilcare Pettinelli.
- Bianconiglio: è l'araldo della Regina di Cuori; perennemente in ritardo, attira l'attenzione di Alice conducendola nel Paese delle Meraviglie. È doppiato nella versione inglese da Bill Thompson ed in italiano da Lauro Gazzolo.
- Stregatto (Cheshire Cat): è un gatto invulnerabile, che può diventare invisibile e far riapparire soltanto alcune parti del suo corpo a suo piacimento oppure può smontarsele per poi rimetterle al posto giusto. Appare nel corso del film quando Alice necessita di indicazioni oppure durante la partita a croquet, facendo alcuni scherzi alla Regina di Cuori, per poi farla infuriare. È doppiato nella versione inglese da Sterling Holloway ed in italiano da Stefano Sibaldi.
- Cappellaio Matto: è un uomo che fa da cappellaio e, insieme al Leprotto Bisestile e il Toperchio, festeggia un "non-compleanno" con un tea party. È doppiato nella versione inglese da Ed Wynn ed in italiano da Carlo Romano.
- Leprotto Bisestile (March Hare): è una lepre-maschio che insieme al Cappellaio Matto e Toperchio festeggia un "non-compleanno" con un tea party. È doppiato nella versione inglese da Jerry Colonna ed in italiano da Mauro Zambuto.
- Toperchio (Dormouse): è un topolino che insieme al Cappellaio Matto e al Leprotto Bisestile festeggia un "non-compleanno" con un tea party. È terrorizzato dallo Stregatto e per calmarlo bisogna spalmargli sul muso della marmellata. È doppiato nella versione inglese da James MacDonald ed in italiano da Vittorio Stagni.
- Brucaliffo (Caterpillar): è un bruco che fuma il narghilè e confonde Alice ricoprendola di domande per poi diventare una farfalla. È l'autore di un poema sul coccodrilletto che discende dal fiume e che sorprende un gruppetto di pesci. È doppiato nella versione inglese da Richard Haydn ed in italiano da Gaetano Verna.
- Capitan Libeccio (Captain Dodo): è un simpatico dodo che fuma la pipa, che arriva in aiuto del Bianconiglio quando Alice rimane incastrata sotto forma di gigante nella casa di quest'ultimo. È doppiato nella versione inglese da Bill Thompson ed in italiano da Aldo Silvani.
- Pinco-Panco e Panco-Pinco (Tweedledum & Tweedledee): sono due strani gemelli che parlano simultaneamente. Vogliono giocare con Alice e la intrattengono con delle bizzarre storie. Sono doppiati nella versione inglese da J. Pat O'Malley ed in italiano da Vinicio Sofia e Mauro Zambuto.
- Il Tricheco e il Carpentiere: sono i personaggi preferiti da Pinco-Panco e Panco-Pinco, i protagonisti de Il Tricheco e il Carpentiere ovvero la storia delle ostrichette curiose. Sono doppiati nella versione inglese da J. Pat O'Malley ed in italiano da Mario Besesti e Vinicio Sofia.
- Biagio Lucertola (Bill): è una lucertola che fa di mestiere lo spazzacamino; viene assunto da Capitan Libeccio ed aiutato dal Bianconiglio per liberare Alice da casa sua. È doppiato nella versione inglese da Larry Grey ed in italiano da Giovanni Saccenti.
- Sorella di Alice: è la sorella maggiore di Alice che le da ripetizioni di storia. È doppiata nella versione inglese da Heather Angel ed in italiano da Dhia Cristiani.
- Oreste (Dinah): è il gattino di Alice, molto vivace.

## Produzione

### Sviluppo
La storia dell'associazione di Walt Disney con i libri su Alice di Lewis Carroll (Le avventure di Alice nel Paese delle Meraviglie e Attraverso lo specchio e quel che Alice vi trovò) si estende fino alla sua infanzia. Come molti bambini di allora aveva familiarità con i libri di Alice e li aveva letti come scolaro.
Nel 1923, quando Disney era ancora un regista ventunenne che cercava di farsi un nome lavorando presso il Laugh-O-Gram Studio a Kansas City, creò un cortometraggio (l'ultimo dell'infruttuosa serie Newman Laugh-O-Grams) intitolato Il Paese delle Meraviglie di Alice, che era liberamente ispirato ai libri di Alice. Il corto vedeva una ragazza live-action (Virginia Davis) che interagiva in un mondo animato. Di fronte a problemi d'affari, tuttavia, il Laugh-O-Gram Studio fallì nel luglio 1923, e il film non venne mai distribuito al cinema. Tuttavia, Disney partì per Hollywood e usò il film come una sorta di episodio pilota da mostrare ai potenziali distributori. Margaret J. Winkler della Winkler Pictures accettò di distribuire le Alice Comedies, e Disney collaborò con suo fratello Roy O. Disney e riassunse i collaboratori di Kansas City tra cui Ub Iwerks, Harman e Ising, Friz Freleng, e Carman Maxwell per formare i Disney Bros. Studios (in seguito Walt Disney Productions). La serie iniziò nel 1924, prima di venire ritirata nel 1927.
Nel 1932 Walt cominciò ad accarezzare l'idea di fare un film d'animazione e ripetutamente si voltò verso l'idea di fare una versione di Alice che combinava animazione e live action interpretata da Mary Pickford, e acquistò anche i diritti per le illustrazioni di John Tenniel (ancora sotto copyright all'epoca). Tuttavia, questi piani vennero poi demoliti a favore di Biancaneve e i sette nani, soprattutto perché Disney era stato anticipato dall'adattamento dal vivo del 1933 della Paramount. Tuttavia, Disney non abbandonò del tutto l'idea di adattare Alice, e nel 1936 produsse il cortometraggio di Topolino Lo specchio magico.
Nel 1938, dopo l'enorme successo di Biancaneve, Walt Disney ripropose l'idea di fare un film su Alice e registrò ufficialmente il titolo Alice nel Paese delle Meraviglie con la Motion Picture Association of America e assunse l'artista degli storyboard Al Perkins e l'art director David S. Hall per sviluppare storia e concept art per il film. Uno storyreel era completo nel 1939, ma Walt non era contento poiché sentiva che i disegni di Hall assomigliavano troppo a quelli di Tenniel ed erano troppo difficili da animare, e che il tono generale del copione di Perkins era troppo grottesco e cupo. Rendendosi conto della quantità di lavoro necessario per Alice nel Paese delle Meraviglie, così come della devastazione economica della seconda guerra mondiale e le esigenze di produzione di Pinocchio, Fantasia e Bambi, Walt rimandò la produzione di Alice nel Paese delle Meraviglie poco dopo la proiezione.
Nel 1945, poco dopo la fine della guerra, Disney rianimò nuovamente Alice nel Paese delle Meraviglie e incaricò l'autore britannico Aldous Huxley di riscrivere la sceneggiatura. Tuttavia Walt sentiva che la versione di Huxley era un adattamento letterale del libro di Carroll. L'artista degli sfondi Mary Blair presentò alcuni disegni di concetto per Alice nel Paese delle Meraviglie. I dipinti della Blair si distaccavano dalle illustrazioni approssimative di Tenniel prendendo una posizione modernista, con colori audaci e irreali. A Walt piacquero i disegni della Blair, e la sceneggiatura venne riscritta concentrandosi sulla commedia, la musica, e il lato stravagante del libro di Carroll.
Disney accarezzò l'idea di avere una versione di Alice nel Paese delle Meraviglie che combinasse animazione e live action (in modo simile alle sue Alice Comedies) che avrebbe avuto Ginger Rogers nel ruolo della protagonista e avrebbe utilizzato il processo di vapori di sodio recentemente sviluppato. Lisa Davis (che avrebbe poi doppiato Anita Radcliffe ne La carica dei cento e uno) e Luana Patten vennero considerate anche per il ruolo di Alice. Tuttavia Walt presto si rese conto che poteva fare giustizia al libro solo facendo un film completamente animato, e nel 1946 iniziarono i lavori su una versione tutta animata di Alice nel Paese delle Meraviglie.

### Sceneggiatura
Attraverso varie stesure della sceneggiatura, molte sequenze che erano presenti nel libro di Caroll vennero trasportate dentro e fuori dalla storia. Tuttavia, Walt insisteva sul fatto che le scene si mantenessero vicine a quelle del romanzo poiché la maggior parte del suo umorismo è nella scrittura. Una scena omessa dal trattamento del 1939 del film aveva luogo fuori dal maniero della Duchessa Brutta, dove il messo pesce dà al messo ranocchio un invito da portare alla duchessa, che è invitata a giocare a croquet con la Regina di Cuori. Alice sente questo e si intrufola nella cucina del maniero, dove trova la cuoca della duchessa che cucina maniacalmente e la duchessa che nutre il suo bambino. La cuoca sparge il pepe per tutta la stanza facendo starnutire la duchessa e Alice e facendo piangere il bambino. Dopo una rapida conversazione tra Alice e la duchessa, l'irascibile cuoca inizia a lanciare pentole e padelle al bambino rumoroso. Alice salva il bambino, ma appena lei esce di casa il bambino si trasforma in un maiale e scappa via. La scena venne scartata per motivi di ritmo.
Un'altra scena che venne eliminata da un progetto seguente si verificava nella Foresta di Tulgey, dove Alice incontrava quello che sembrava essere un Ciciarampa dall'aspetto sinistro nascosto al buio, prima che questo si rivelasse essere una bestia comica simile a un drago con campane e fischietti di fabbrica sulla testa. Venne scritta anche la canzone "Beware the Jabberwock". Tuttavia, la scena venne scartata in favore del poema Il tricheco e il carpentiere.
Un'altra scena tagliata nella Foresta di Tulgey mostrava Alice consultarsi con il Cavaliere Bianco, che era stato concepito per essere una sorta di caricatura di Walt Disney. Anche se a Walt piaceva la scena, sentiva che era meglio se Alice avesse imparato la lezione da sé, da cui il brano "Mi so dar ottimi consigli". Altri personaggi, come la Falsa Tartaruga e il Grifone furono scartati per ragioni di ritmo.

## Colonna sonora
Nel tentativo di mantenere alcuni dei versi e poesie fantasiose di Carroll, Disney commissionò ai migliori cantautori di comporre canzoni costruite attorno ad essi per l'utilizzo nel film. Un numero record di potenziali canzoni vennero scritte per il film, basate sui versi di Carroll - oltre 30 - e molte di esse trovarono posto nel film, anche se solo per pochi brevi istanti. Alice nel Paese delle Meraviglie avrebbe incluso più canzoni di ogni altro film Disney, ma poiché alcune di esse durano pochi secondi (come "Piacere", "Daremo fuoco alla casa", "La canzone dello Stregatto", "La canzone delle rose rosse (ripresa)", "La maratonda (ripresa)" e altri), questo fatto è spesso trascurato. La canzone originale che Alice avrebbe dovuto cantare all'inizio era intitolata "Beyond the Laughing Sky". La canzone, come tante altre canzoni omesse, non fu utilizzata dai produttori. Tuttavia, la composizione venne mantenuta e il testo modificato. In seguito divenne la canzone dei titoli di testa de Le avventure di Peter Pan (che era in produzione allo stesso tempo), "La seconda stella a destra".
La canzone dei titoli, composta da Sammy Fain, fu in seguito adottata dal pianista jazz Bill Evans e inserito nel suo Sunday at the Village Vanguard.

## Distribuzione

### Data di uscita
Le date di uscita internazionali sono state:
- 26 luglio 1951 nel Regno Unito[1]
- 28 luglio 1951 negli Stati Uniti[1]
- 17 agosto in Argentina (Alicia en el país de las maravillas)
- 14 settembre in Brasile (Alice no País das Maravilhas)
- 6 dicembre nei Paesi Bassi
- 16 dicembre in Irlanda
- 20 dicembre in Portogallo (Alice no País das Maravilhas)
- 21 dicembre in Belgio, Francia (Alice au pays des merveilles) e Italia[8]
- 26 dicembre in Danimarca, Norvegia (Alice i Eventyrland) e Svezia (Alice i Underlandet)
- 1º gennaio 1952 in Messico
- 17 aprile in Australia
- 22 luglio nelle Filippine
- 2 ottobre a Hong Kong
- dicembre in Islanda (Lísa í Undralandi)
- 17 dicembre in Germania Ovest (Alice im Wunderland)
- 5 gennaio 1953 in Uruguay
- 22 agosto in Giappone (ふしぎの国のアリス?, Fushigi no kuni no Arisu)
- 4 dicembre in Austria (Alice im Wunderland)
- gennaio 1954 in Turchia (Alis hârikalar diyârinda)
- 17 aprile in Spagna (Alicia en el país de las maravillas)
- 24 dicembre 1991 in Kuwait

### Edizione italiana
La versione italiana del film è a cura di Roberto De Leonardis, con la direzione musicale di Alberto Brandi. Il doppiaggio venne eseguito dalla CDC negli stabilimenti Fono Roma, diretto da Mario Almirante.
De Leonardis, contrariamente a quanto faceva di solito, apportò cambiamenti sostanziali ai dialoghi originali dell'opera allo scopo di riportare in italiano alcuni giochi di parole o a inventarne altri in sostituzione di quelli intraducibili. Per scelta, però, non vennero utilizzati i nomi dei personaggi dell'edizione italiana del libro, ma vennero fatte delle nuove traduzioni, spesso fondendo insieme due parole: il Coniglio Bianco diventa il Bianconiglio, Bill diventa Biagio, il Ghiro diventa il Toperchio, la Lepre Marzolina diventa il Leprotto Bisestile, il Dodo diventa Capitan Libeccio, il gatto del Cheshire diventa Stregatto, Tweedledum e Tweedledee diventano Pinco Panco e Panco Pinco, eccetera. Inoltre la gattina di Alice, che in originale si chiama Dinah, nella versione italiana è un gattino di nome Oreste: la scelta è stata presa per poter adattare la battuta inglese in cui Alice compita la parola "gatto" (in originale "C-A-T"), così che nella versione italiana viene sillabata la parola "O-res-te" e in entrambi i casi il Cappellaio Matto pensa al tè. La sillabazione di Alice è scorretta, ma coerente con il personaggio che commette errori grammaticali sia nel libro sia nella versione originale del film.

### Principali redistribuzioni
- Stati Uniti: 15 marzo 1974; 3 aprile 1981
- Regno Unito: 22 dicembre 1969; 26 luglio 1979
- Italia: 13 marzo 1970
- Portogallo: 18 aprile 1973
- Giappone: 21 luglio 1973
- Francia: 19 marzo 1975; 24 marzo 1982
- Finlandia: 21 marzo 1975
- Brasile: 4 gennaio 1978; 5 ottobre 1990
- Spagna: 3 ottobre 1980
- Germania Ovest: 9 marzo 1984

### Edizioni home video

Logo del film usato nelle edizioni home video

#### VHS
L'unica edizione VHS del film uscì in Italia per il noleggio nel novembre 1984, e venne rieditata nel settembre 1990 per la vendita (lasciando in copertina sempre l'anno 1984), nell'agosto 1997, nel gennaio 2002 e di nuovo nel gennaio 2005.

#### DVD
La prima edizione DVD del film uscì in Italia nel 1999 distribuito dalla Warner Home video. Questo, come altri DVD Disney distribuiti dalla Warner, era privo di contenuti speciali. La seconda edizione DVD uscì nel 2001. La terza edizione DVD uscì il 16 maggio 2002.
La quarta edizione DVD uscì il 12 gennaio 2005. Si tratta di un'edizione speciale che presenta per la prima volta il film rimasterizzato e restaurato in digitale. Presentava tutti i contenuti speciali dell'edizione precedente insieme ad altri nuovi.
La quinta edizione DVD è uscita il 31 maggio 2010. Questa ulteriore edizione speciale presenta tutti i contenuti della precedente insieme a due nuovi filmati.

#### Blu-ray
La prima edizione BD del film è uscita in Italia il 13 aprile 2011. Il BD include tutti i contenuti speciali del DVD eccetto i giochi, insieme a molto materiale inedito.

## Accoglienza

### Incassi
Durante la sua corsa iniziale nelle sale, il film incassò 2,4 milioni di dollari in noleggi nazionali. A causa del budget di produzione del film di 3 milioni di dollari, lo studio ebbe una perdita di un milione di dollari. Durante la sua riedizione nelle sale nel 1974, il film incassò 3,5 milioni di dollari in noleggi nazionali.

### Critica
Su Rotten Tomatoes, Alice nel Paese delle Meraviglie ha ricevuto un punteggio di approvazione dell'81% da 32 recensioni critiche con una valutazione media di 6,37/10. Il consenso afferma: "Una buona introduzione al classico di Lewis Carroll, Alice nel Paese delle Meraviglie vanta alcune delle immagini più surreali e contorte del canone Disney". Su Metacritic ha invece una valutazione di 68/100 basata su 10 recensioni, che indica "recensioni generalmente favorevoli".
Bosley Crowther, recensendo per il New York Times, scrisse che "...se non sei troppo esigente riguardo alle immagini di Carroll e Tenniel, se sei fatto di stravaganza Disney e se prendi un ritmo un po' lento e irregolare, dovresti trovare questa immagine divertente. Soprattutto dovrebbe essere per i bambini, che non sono così esigenti in termini di fedeltà come lo sono le loro mamme e i loro papà. Alcuni episodi sono dandy, come il matto tea party e la corsa al caucus; la musica è una melodia zuccherina e il colore è eccellente". Variety scrisse che il film "ha un fascino sincero e una bellezza chimerica che mostra al meglio la fantasia di Carroll. Tuttavia, non è stato in grado di aggiungere alcun vero cuore o calore, ingredienti mancanti ai due tomi e che sono sempre stati parte integrante dei precedenti lungometraggi Disney.
Mae Tinee del Chicago Tribune scrisse che "Sebbene le figure Disney assomiglino ai famosi schizzi di John Tenniel, abbondano di energia ma sono assolutamente prive di incantesimo e sembrano più strettamente legate a Pluto, il cucciolo goffo, che ai prodotti dell'immaginazione di Carroll. I giovani probabilmente lo troveranno un simpatico cartone animato, pieno di personaggi vivaci, con il sogno di Alice adornato con solo un tocco di incubo: coloro che amano la vecchia storia come me probabilmente saranno decisamente delusi".
Il Time scrisse: <<Giudicato semplicemente come l'ultimo della lunga e popolare serie di cartoni Disney, Alice manca di una trama sviluppata, che gli esperti di continuità dello studio, per tutta la loro libertà con forbici e incolla, non sono stati in grado di mettere insieme dai libri a episodi. È roba familiare; il giardino di fiori vivi di Carroll spinge la Disney a far rivivere lo stile delle sue Silly Symphonies. fare appello agli adulti».
Le numerose modifiche proposte dal film rispetto ai romanzi di Lewis Carroll vennero accolte con grandi critiche dai fan dello scrittore, dai rappresentanti del cinema britannico e dai critici letterari, che accusarono Disney di aver "americanizzato" una grande opera della letteratura inglese. Disney non fu sorpreso da tale ricezione critica verso Alice nel Paese delle meraviglie e anzi l'aveva prevista, poiché la sua versione era stata pensata per un vasto pubblico di famiglie contemporanee e non per i critici letterari conoscitori del XIX secolo.
Anche se non fu un flop completo, il film non venne mai riproiettato nei cinema durante la vita di Walt Disney, venendo invece trasmesso ogni tanto in televisione: in particolare, Alice nel Paese delle meraviglie andò in onda come secondo episodio della serie TV Disneyland sulla ABC nel 1954, in una versione pesantemente modificata e ridotta a meno di un'ora. In The Disney Films, Leonard Maltin racconta che l'animatore Ward Kimball sentiva che il film aveva fallito perché «soffriva per la presenza di troppi cuochi: i registi. Si trattava di un caso di cinque registi che cercavano di superarsi l'un l'altro e di realizzare la sequenza più grande e più pazza del film. Ciò ebbe un effetto di auto-cancellazione del prodotto finale». Walt Disney stesso pensava che il film avesse fallito perché il personaggio di Alice «non aveva cuore».
Quasi due decenni dopo la sua uscita originale e dopo il successo nordamericano del film d'animazione di George Dunning Yellow Submarine del 1968, la versione Disney di Alice nel Paese delle meraviglie si trovò improvvisamente in auge con i tempi. Infatti, grazie alla direzione artistica fortemente visionaria di Mary Blair e all'associazione di lunga data di Alice nel Paese delle meraviglie di Carroll con la cultura della droga, il film venne riscoperto dai giovani del tempo come una sorta di "film cerebrale" (insieme a Fantasia e I tre caballeros) e mostrato in diverse università in tutto il paese. La Disney rifiutò l'associazione con le droghe e ritirò anche le copie del film dalle università, ma poi nel 1974 diede ad Alice nel Paese delle meraviglie la sua prima ri-proiezione cinematografica statunitense, promuovendo il film come un'opera in sintonia con i tempi "psichedelici" e usando per la pubblicità la canzone di successo White Rabbit dei Jefferson Airplane. Questa ri-proiezione ebbe abbastanza successo da giustificarne un'altra nel 1981. Nel Regno Unito il film venne redistribuito dal 22 dicembre 1969 e dal 26 luglio 1979. In Italia l'unica ri-proiezione avvenne nel 1970.
Il film venne nominato per un Oscar alla migliore colonna sonora di un musical, ma perse contro Un americano a Parigi.

## Riconoscimenti
- 1952 - Premio Oscar
  - Nomination Migliore colonna sonora a Oliver Wallace
- 1951 - Festival di Venezia
  - Nomination Leone d'oro a Clyde Geronimi, Wilfred Jackson e Hamilton Luske

## Altri media

### Videogiochi
Un mondo basato sul film è presente nel videogioco Disney La rivincita dei Cattivi del 1999, in cui La Regina di Cuori ribalta il finale della storia, tagliano la testa ad Alice. Alcuni personaggi sono anche presenti nella saga di Kingdom Hearts. 

### Versione teatrale
Alice nel Paese delle Meraviglie è stato condensato in una versione teatrale ad atto unico intitolata Alice and Wonderland, Jr. La versione teatrale è destinata esclusivamente alle produzioni delle scuole medie e superiori e comprende la maggior parte delle canzoni del film e altre tra cui "Zip-a-Dee-Doo-Dah" da I racconti dello zio Tom, due nuove riprese di "È tardi!" e tre nuovi numeri dal titolo "Ocean of Tears", "Simon Says" e "Who Are You?". Questa versione di 60-80 minuti è di proprietà di Music Theatre International nella Broadway, Jr. Collection insieme ad altri show teatrali Disney come Disney's Aladdin, Jr., Disney's Mulan, Jr., La bella e la bestia, High School Musical: On Stage!, l'Aida di Elton John e Tim Rice e molti altri.

### Film e serie TV
- In Paperino nel mondo della matemagica, Paperino indossa il vestito di Alice e ha il suo taglio di capelli, ma castani e non biondi. Nel film appare anche un uccello matita più grande.
- Biagio Lucertola appare come uno degli scagnozzi del Professor Rattigan in Basil l'investigatopo.
- Alice e molti altri personaggi del film sono presenti come ospiti in House of Mouse - Il Topoclub, e la Regina di Cuori è fra i cattivi presenti in Topolino & i cattivi Disney.
- Inoltre il Cappellaio Matto appare in Il bianco Natale di Topolino - È festa in casa Disney.
- Il Cappellaio Matto e il Leprotto Bisestile appaiono anche in diversi episodi di Bonkers gatto combinaguai.
- Biagio Lucertola, Panco Pinco, lo Stregatto, la serratura e una versione arancione di un animale con il muso a trombetta appaiono anche nel film Disney del 1988 Chi ha incastrato Roger Rabbit.
- In Aladdin e il re dei ladri, il Genio si trasforma nel Bianconiglio.
- Weebo mostra spezzoni del film sul suo schermo in Flubber - Un professore tra le nuvole.
- Un episodio de La casa di Topolino dal titolo Topolino nel Paese delle Meraviglie è basato sul film.
- Un episodio di Sofia la principessa presenta anch'esso similitudini con il lungometraggio.
- Nella serie animata Descendants: Wicked World, trasmessa su Disney Channel nel 2015, è protagonista anche Ally, figlia di Alice.
- Per i 70 anni del film d'animazione originale, la casa produttrice Disney Television Animation e la casa distributrice Disney Junior hanno progettato una serie animata intitolata La meravigliosa Bakery di Alice, con protagonisti i figli e nipoti dei più celebri personaggi.
- Nel film Descendants: L'ascesa di Red del 2024 compaiono La regina di Cuori, la sua stessa figlia Red e Maddox, il figlio del Cappellaio Matto.

### Parchi a tema

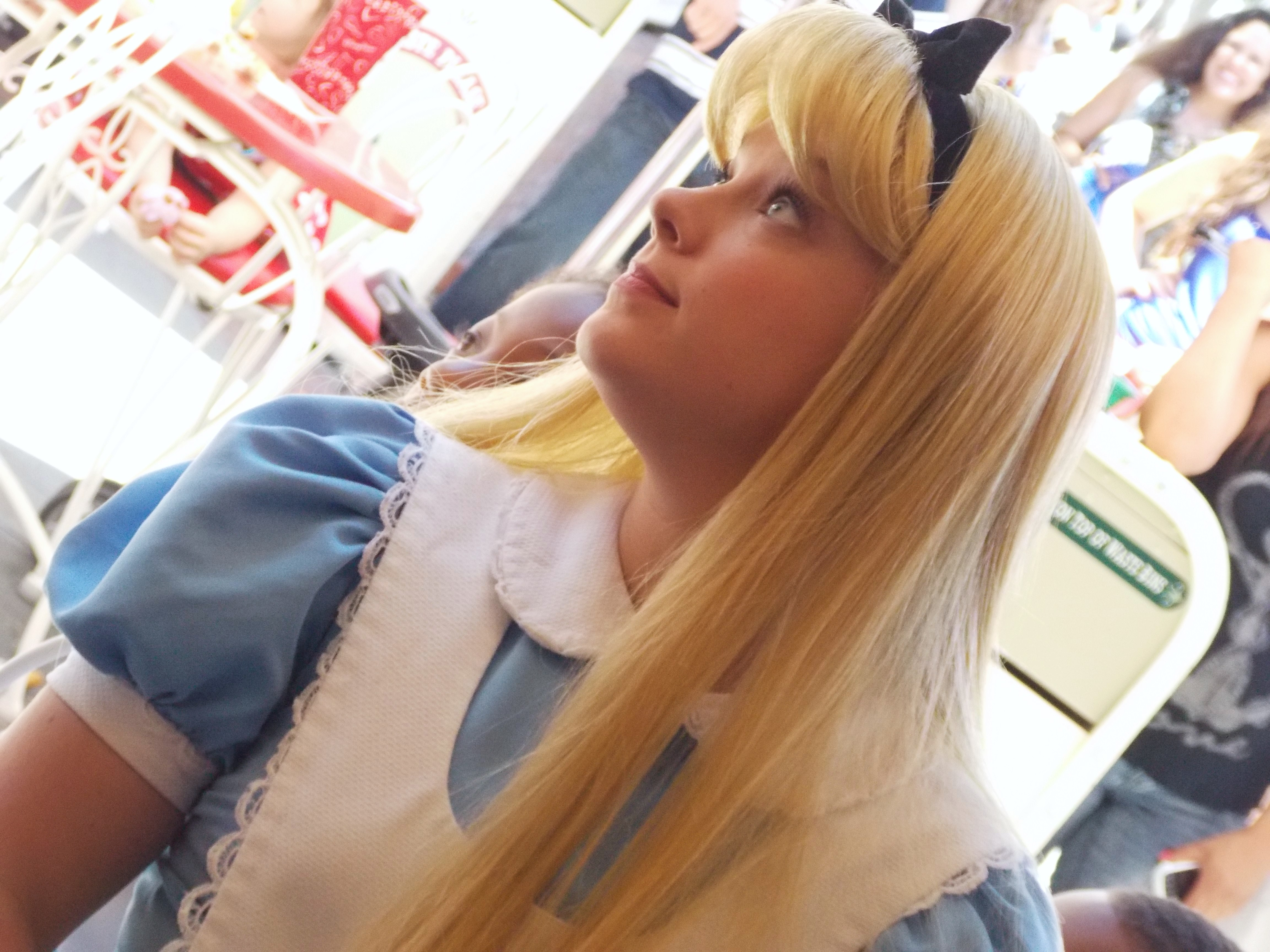
Alice a Disneyland nel 2012.

Versioni in costume di Alice, il Cappellaio Matto, il Bianconiglio, La Regina di Cuori, Pinco Panco e Panco Pinco appaiono regolarmente presso i resort e i parchi a tema Disney, e altri personaggi del film (tra cui il tricheco e il Leprotto Bisestile) sono presenti nei parchi a tema. Tutti e cinque i parchi a tema in stile Disneyland dispongono del Mad Tea Party, una giostra con le tazze da tè basata sull'adattamento Disney di Alice nel Paese delle Meraviglie.
Alice nel Paese delle Meraviglie è anche frequentemente presente in molte sfilate e spettacoli nei parchi a tema Disney, tra cui The Main Street Electrical Parade, SpectroMagic, Fantasmic!, Dreamlights, The Move It! Shake It! Celebrate It! Street Party e Walt Disney's Parade of Dreams. Disneyland contiene una dark ride basata sul film, oltre alle tazze da tè, e Disneyland Paris contiene anche un labirinto di siepi chiamato Alice's Curious Labyrinth, che prende ispirazione dal film. L'ormai liquidata Mickey Mouse Revue, mostrata a Walt Disney World Resort e poi a Tokyo Disneyland, conteneva personaggi e scene del film.
Il successivo film Disney di Tim Burton ha avuto molto meno effetto sul parco, ispirando solo il Mad T Party, un evento notturno a Disney California Adventure.

### Videogiochi
Una versione videogioco del film venne distribuita per il Game Boy Color dalla Nintendo il 4 ottobre 2000 in Nord America. Inoltre, nei videogiochi di Kingdom Hearts e Kingdom Hearts: Chain of Memories, il Paese delle Meraviglie è uno dei mondi giocabili.

### Remake in live-action
Nel 2010, il regista Tim Burton ha realizzato un film in live-action basato sul romanzo e sul film d'animazione, dal titolo Alice in Wonderland; il film vede Alice in una versione adulta interpretata da Mia Wasikowska, nel cast figurano anche Johnny Depp, Anne Hathaway, Helena Bonham Carter e Crispin Glover. 
Nel 2016, è stato distribuito il seguito, Alice attraverso lo specchio.

### TIDU Studios
Alice della versione Disney appare come personaggio centrale in Ecco Boris, la serie dedicata a Boris Inkling e a suo figlio Dick del TIDU (The Insuperable Dodi Universe). Alice e Dick sono migliori amici, ma la ragazza nutre segretamente dei sentimenti per lui, seppur entrambi ancora bambini. Dick adora passare tempo con Alice, ma é combattuto nel dare sia abbastanza attenzioni a lei che a Wendy Darling, anche lei innamorata di Dick e amica di Alice. Per via della cotta, tuttavia, le due ragazze iniziano a litigare e Dick inizia a chiedere aiuto a suo padre Boris, all'amico Teletubbies Arkadius Doom e a Dodi Stark occasionalmente. Dick riesce a placare le cose tra Alice e Wendy e a non perdere nessuna delle due amiche, ma é chiaro che, prima o poi, Dick dovrà scegliere tra loro due e Alice é fiduciosa che un giorno sceglierà lei.